# بازی‌های خنده‌دار (فیلم ۲۰۰۷)
بازی‌های خنده‌دار (به انگلیسی: Funny Games) فیلمی محصول سال ۲۰۰۷ به کارگردانی میشائل هانکه در ژانر تریلر روانشناسانه است. این فیلم بازسازی فیلمی به همین نام اثر خود هانکه است که در سال ۱۹۹۷ ساخته شده بود.

## خلاصه داستان
فیلم داستان خانواده‌ای سه نفره را روایت می‌کند، جورج و آن فاربر، پسرشان جورجی و سگشان لاکی به خانه دریاچه‌شان می‌رسند. همسایه آنها، فرد، با دو مرد جوان، پل و پیتر، برای کمک به قرار دادن قایق در دریاچه به آنجا می‌آیند، اگرچه فرد رفتار عجیبی دارد.
در حالی که آن در حال آشپزی است، پیتر به ملاقاتش می آید و می خواهد چند تخم مرغ قرض بگیرد. او تخم‌ها را به او می‌دهد، او می‌رود، و زمانی که از چشم‌ها دور می‌شود، تخم‌ها را می‌اندازد، سپس برمی‌گردد تا بابت دست و پا چلفتی‌ بودنش عذرخواهی کند و دوباره درخواست تخم مرغ کند. چهار تخم دیگر به او داده می‌شود و او می‌رود، اما لاکی روی او می‌پرد و تخم‌ها را می‌شکند. پل از آن خواهش می‌کند که یکی از چوب های گلف خود را در بیرون آزمایش کند و پیتر تخم های بیشتری را درخواست می‌کند. جورج از راه می رسد و سعی می‌کند آنها را بیرون کند و در نهایت به پل سیلی می‌زند. در تلافی، پیتر با چوب گلف به زانوی جورج ضربه می‌زند. سپس دو مرد خانواده را گروگان می‌گیرند.
پل آن را در یک بازی "سرد و گرم" راهنمایی می‌کند تا لاکی(سگ خانواده) را که با چوب گلف کشته بود، پیدا کند. هنگامی که همسایگان آنها، تامپسون‌ها، برای ملاقات سر می‌رسند، آن ادعا می‌کند که پل و پیتر دوستان آنها هستند. پس از بازگشت به خانه، فاربرها مجبور می‌شوند برای زنده ماندن در تعدادی بازی سادیستی شرکت کنند و در طی آن سر جورجی را در یک روبالشی می‌گذارند و از آن می خواهند که برهنه شود. جورجی از پل صدمه می‌بیند تا زمانی که آن به حرف او عمل کند. جورجی وقتی از روبالشی رها می‌شود،  فرار می‌کند و به خانه فرد می رود و در آنجا اجساد خونین را کشف می‌کند.
در همین حال، پل آن را قبل از اینکه برای جست‌وجوی جورجی بیرون برود، می‌بندد و پیتر را به نگهبانی فاربرها می‌گمارد. ان می‌پرسد چرا مستقیماً آنها را نمی‌کشند و پیتر پاسخ می‌دهد که نباید لذت بازی‌ها را فراموش کنند. هنگامی که پیتر برای گرفتن تخم مرغ به آشپزخانه می‌رود، آن به سمت جورج می پرد اما جورج قبل از بازگشت پیتر او را آزاد نمی‌کند و پیتر او را کتک می‌زند و دوباره تخم مرغ ها را می‌شکند. آن به پیتر التماس می‌کند که آنها را رها کند، اما او قبول نمی‌کند. جورجی یک تفنگ ساچمه‌ای را در خانه فرد پیدا می‌کند و پل به او می گوید که جلوتر رفته و با آن به او شلیک کند، اما تفنگ شلیک نکرده و مشخص می‌شود که تفنگ خالی است. پل او را به اتاق نشیمن برمی‌گرداند و تفنگ ساچمه‌ای را به پیتر می‌دهد و دو گلوله تفنگ شکاری گم شده را آشکار می‌کند.
مردها بازی جدیدی انجام می‌دهند و می‌گویند هرکسی که شماره به نامش بخورد مورد هدف قرار می‌گیرد. در حالی که پل در آشپزخانه در حال گرفتن چیزی برای خوردن است، جورجی وحشت می‌کند و می‌دود که در نتیجه پیتر به او شلیک می‌کند و او را می‌کشد. پل پیتر را به خاطر خوشحالی‌اش سرزنش می‌کند و دو مرد تصمیم می‌گیرند برای مدت کوتاهی آنجا را ترک کنند. جورج و آن که از رویدادها غمگین هستند، در نهایت تصمیم می‌گیرند زنده بمانند. ان می‌تواند خود را آزاد کند و از خانه فرار کند در حالی که جورج ناامیدانه سعی می‌کند با تلفن خراب با 911 تماس بگیرد. ان موفق به یافتن کمک نمی‌شود، و دوباره توسط پیتر و پل دستگیر می‌شود او را به خانه برمی‌گردانند.
سطح بعدی بازی ها با چاقو زدن پیتر به جورج آغاز می شود. آنها به آن می‌گویند که قبل از انتخاب برای شوهرش دعا بخواند. مرگ دردناک و طولانی مدت با چاقوی "کوچک" یا مرگ سریع و بی رحمانه با تفنگ ساچمه ای "بزرگ". در حالی که پل در حال صحبت است، ان تفنگ ساچمه ای را که روی میز جلوی او قرار دارد می‌گیرد و پیتر را می‌کشد. پل خشمگین تفنگ ساچمه‌ای را می‌گیرد و شروع به جستجوی کنترل تلویزیون می‌کند. پس از پیدا کردن آن، او آخرین اتفاقات را به عقب برمی‌گرداند تا لحظه ای قبل از اینکه آن تفنگ ساچمه‌ای را بگیرد و به آن توصیه می‌کند که اجازه ندارد قوانین را زیر پا بگذارد.
پیتر و پل جورج را می‌کشند و آن را با دست و پا و دهان بسته به قایق خانواده می‌برند. آن تلاش می‌کند خود را آزاد کند اما توسط پل و پیتر گرفتار می‌شود. پل با بی حوصلگی او را به داخل آب هل می‌دهد تا غرق شود. آنها در خانه تامپسون‌ها را می‌زنند و تقاضای تخم مرغ می‌کنند. پل با پوزخندی به دوربین نگاه می کند.